# Charles Paumier du Verger
Charles Paumier du Verger (¿-?) fue un tirador deportivo belga que compitió en el siglo XX en tiro con rifle. Participó en los Juegos Olímpicos de París 1900 y ganó una medalla de bronce en la categoría rifle militar permanente.